# Gonets (satélite)

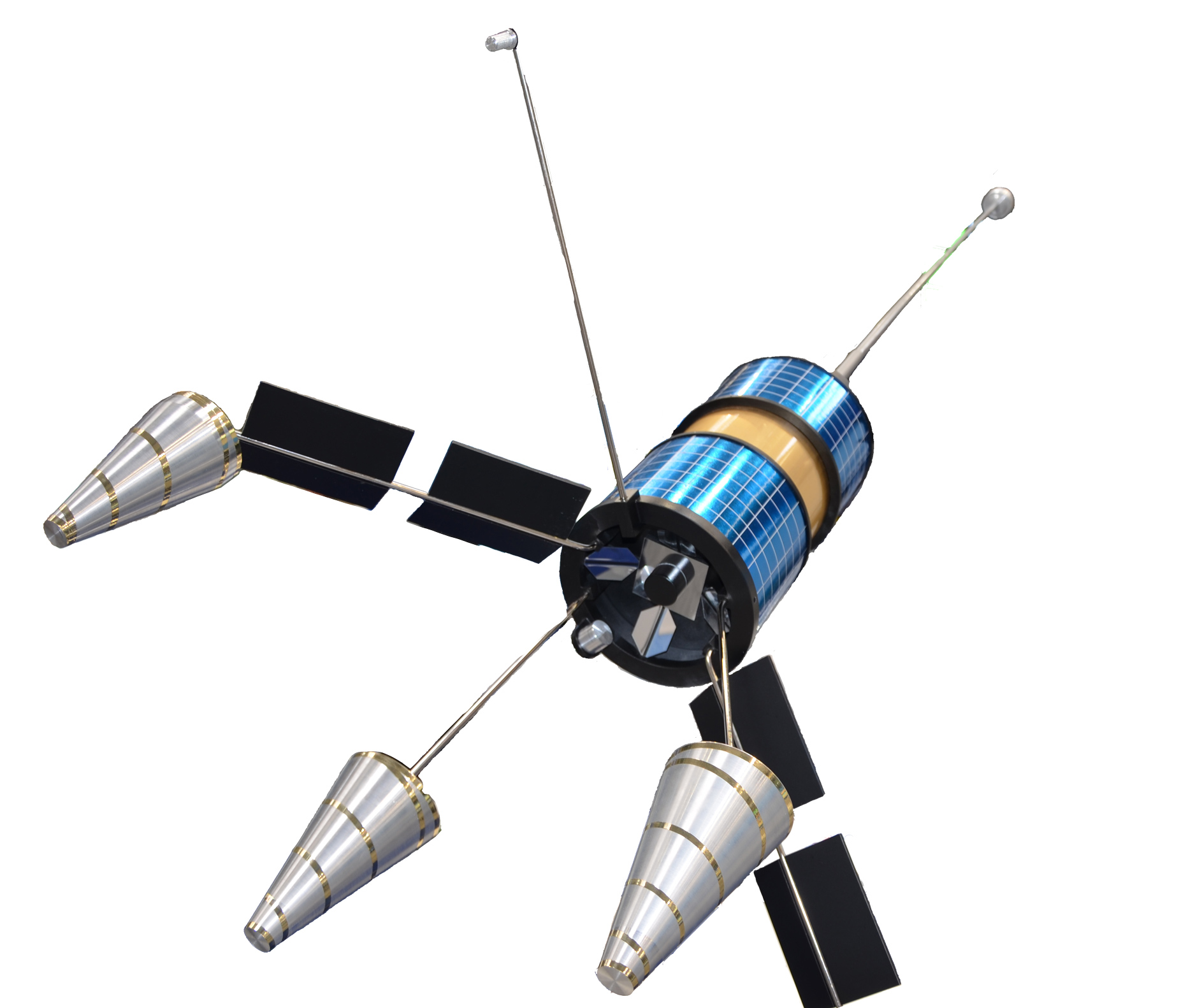
Um satélite Gonets-M.

Gonets, em russo Гонец, que significa mensageiro, é um sistema de comunicação via satélite, em órbita LEO, de origem russa. Ele consiste de uma quantidade de satélites derivados do Strela (de uso militar) operando em conjunto.
Os primeiros dois satélites usados para testar e validar o sistema, foram lançados por um foguete Tsyklon-3 a partir do cosmódromo de Plesetsk em 13 de Julho de 1992, e foram designados Gonets-D. Os primeiros satélites operacionais, designados Gonets-D1, foram lançados em 19 de Fevereiro de 1996. Depois do lançamento, os primeiros três satélites recebram designações militares  Kosmos, uma prática que não teve continuidade com os subsequentes.
Dez satélites operacionais e dois de demonstração foram colocados em órbita. Três foram perdidos numa falha no lançamento em 27 de Dezembro de 2000. Uma nova série desses satélites modernizados, o Gonets-D1M, vai complementar e eventualmente substituir os que estão em órbita atualmente. O primeiro satélite do tipo D1M foi lançado por um foguete Kosmos-3M em 21 de Dezembro de 2005. Um segundo satélite D1M, foi lançado por um foguete Rokot em 8 de Setembro de 2010.
O Gonets, foi originalmente, um programa da Agência Espacial Federal Russa, no entanto, em 1996, ele foi privatizado, e hoje em dia é conduzido pela Gonets SatCom.